# Lucanus formosanus
Espèce
Lucanus formosanus est une espèce d'insectes coléoptères de la famille des Lucanidae endémique de Taïwan.

## Systématique
L'espèce Lucanus formosanus a été décrite en 1899 par l'entomologiste français Louis Planet (d) (1866-1938),.

## Description
Il mesure entre 45 mm, pour les femelles les plus petites, et 80 mm de longueur, pour les mâles les plus grands. Ces derniers sont dotés de mandibules particulièrement développées qui servent notamment pendant les combats nuptiaux. Sa couleur est brun foncé noirâtre avec une tête toujours plus sombre et qui présente une protubérance à deux pointes.

## Étymologie
Son épithète spécifique, formosanus, fait référence à Formose, l'ancienne appellation de Taïwan.

## Publication originale
- Louis Planet, « Lucanus Formosanus », Le Naturaliste, Paris, Inconnu, vol. 13, no 286,‎ 1er février 1899, p. 36 (ISSN 1280-4509 et 3074-5896, OCLC 12394930, lire en ligne).